# 黃麻地

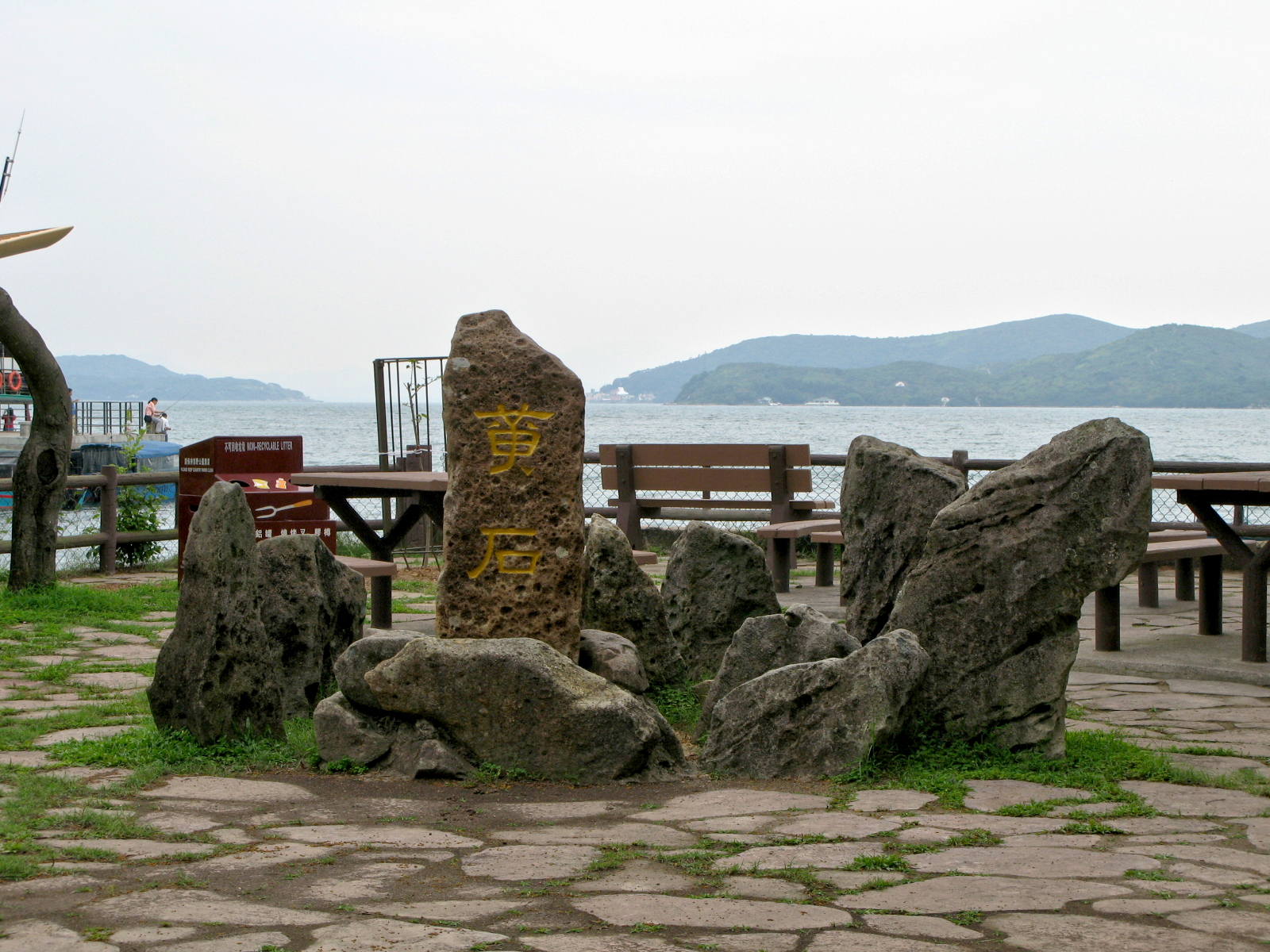
黃石的名牌

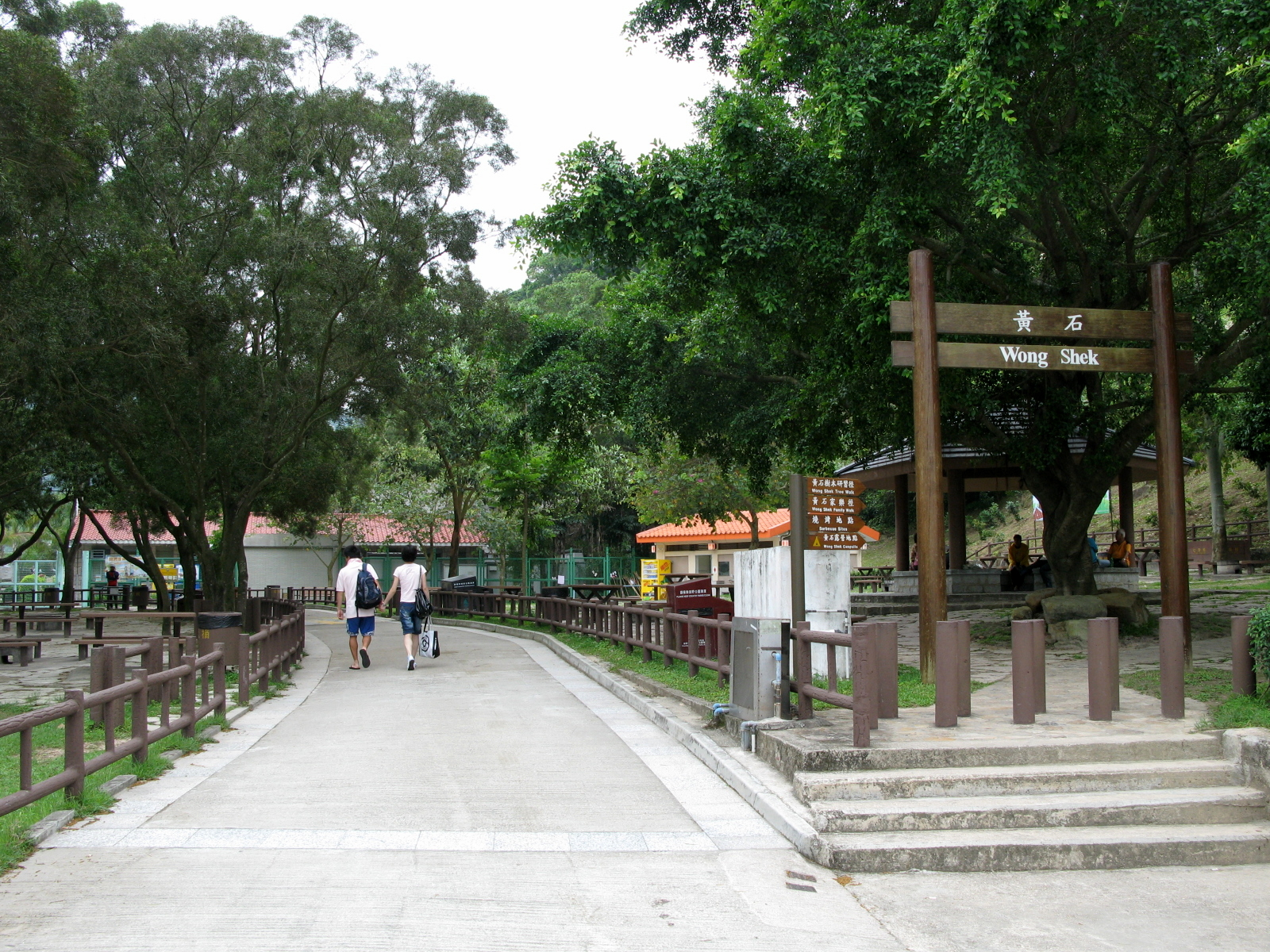
黃麻地設有郊遊設施

黃麻地是香港的一個山丘，位於新界西貢北北潭路東端，高90多米，行政區劃上屬於大埔區，屬於西貢西郊野公園範圍，大灘海高塘口的西岸。黃麻是一種在該山生長的植物，花小，呈黃色。當黃麻盛放時，黃麻地遠觀就像一塊黃色的石頭，所以該地又稱為黃石。這亦是該地較常用的稱呼。
黃麻地有很多郊遊設施，有美麗海景。但政府為了保護這區美麗的環境，控制這區的汽車流量，在北潭涌設立關卡，只有公共交通工具和有許可證的車輛可以進入。區內最著名的地點是黃石公眾碼頭，為一個街渡碼頭。

## 行政區劃
黃麻地並不劃入西貢區的原因是以前西貢並未開通西沙公路往十四鄉，加上未有標準道路開往北潭坳、黃麻地等地區，而且西貢北地區的鄉村如深涌、荔枝莊、榕樹澳，和島嶼赤洲等都依賴街渡、渡輪往來馬料水和大埔滘，關係與大埔區較為密切。

## 交通
該處是塔門居民及遊客往返市區的主要水陸接駁點。該處的黃石碼頭設有定期街渡服務，來往馬料水、塔門、赤徑及灣仔南營地，同時亦有私人船隻來往附近島嶼。
陸路交通上，黃麻地平日只有每四十分鐘一班的九龍巴士94線來往西貢墟；但由於假日郊遊的人增多，除了路線94會增加班次外，另外亦有假日巴士路線提供額外服務，包括來往九龍鑽石山站的九龍巴士96R線及單方向前往沙田市中心的九龍巴士289R線。

## 郊遊設施
- 賽馬會黃石水上活動中心
- 黃石家樂徑
- 黃石樹木研習徑
- 黃石燒烤地點

## 註腳
1. ↑  . Hong Kong Hiking Web. 1月21日  [2010-01-21]. （原始内容存档于2012-11-09）.
2. ↑   (PDF). 香港特別行政區政府憲報. 1月21日  [2010-01-21]. （原始内容存档 (PDF)于2017-01-31）.